# 呂宛庭
呂宛庭（1996年8月8日—）為臺灣女性政治人物、第20屆新竹縣議員。佛光大學畢業，曾任職國泰人壽業務主任與錸德日照中心。2022年宣布參選新竹縣議員，提出爭取風雨球場建設、寵物友善空間、協助爭取自來水資源普及化、閒置校園空間轉型活化為銀髮日照中心等政見。同年11月26日，在新竹縣第五選區以7,972票當選第20屆新竹縣議員。

#### 選舉記錄
| 號次 | 候選人 | 性別 | 政黨       | 得票數 | 得票率 | 當選標記 |
| ---- | ------ | ---- | ---------- | ------ | ------ | -------- |
| 1    | 呂宛庭 | 女   | 無黨籍     | 7,972  | 45.40% |          |
| 2    | 范曰富 | 男   | 中國國民黨 | 5,036  | 28.68% |          |
| 3    | 林保祿 | 男   | 無黨籍     | 4,553  | 25.93% |          |

## 外部連結
- 新竹縣議員（新埔）呂宛庭的Facebook專頁 （页面存档备份，存于）